# Porträtt av en kvinna
Porträtt av en kvinna (franska: Portrait de femme), ofta felaktigt benämnd La belle ferronnière, är en målning som är attribuerad till den italienske renässanskonstnären Leonardo da Vinci. Den målades omkring 1490–1497 och ingår i Louvrens samlingar i Paris.
Detta porträtt målades troligen av Leonardo under hans första tid i Milano dit han kom 1482 för att tjänstgöra hos hertig Ludovico Sforza. Han verkade som hovmålare, skulptör, arkitekt och arméingenjör. Hans tid i Milano fick ett abrupt slut 1499 när fransmännen ockuperade staden och avsatte familjen Sforza. Leonardo flydde då till Venedig och sedan vidare till Florens. 
Den porträtterade kvinnans identitet har inte kunnat fastställas med säkerhet, men sannolikt var hon en hovdam vid det milanesiska hovet. Två kandidater som föreslagits är Lucrezia Crivelli eller Cecilia Gallerani (1473–1536) som båda var älskarinnor till Ludovico Sforza. Den senare är känd från Leonardos målning Damen med hermelinen (cirka 1490) som målades ungefär samtidigt och har flera likheter med detta porträtt. Målningens alternativa titel härrör från en felaktig katalogisering i den franska kungliga samlingen, då den förväxlades med ett porträtt av madame Féron, känd som La Belle Ferronière ("Ferronnière" avser en hustru eller dotter till en järnhandlare) och älskarinna till Frans I av Frankrike. 